# Mindy Kaling
Mindy Kaling, nome artístico de Vera Mindy Chokalingam (Cambridge, 24 de junho de 1979) é uma atriz, comediante, roteirista e produtora americana. Mindy é mais conhecida por interpretar a personagem Kelly Kapoor na série da NBC The Office, na qual foi também coprodutora executiva e roteirista de diversos episódios. Além disso, a atriz criou e protagonizou a série The Mindy Project, exibida na Fox e posteriormente pelo Hulu. Ela então criou outras séries de comédia de televisão, incluindo Never Have I Ever (2020–2023) e The Sex Lives of College Girls (desde 2021).

## Biografia
Mindy nasceu em Cambridge, Massachusetts, filha de Avu Chokalingam, um arquiteto, e Swati Chokalingam (née Roysircar), uma obstetra/ginecologista. Seus pais nasceram na Índia e imigraram para os Estados Unidos em 1979, no mesmo ano que Kaling nasceu.
Kaling formou-se na Buckingham Browne & Nichols, uma escola particular em Cambridge, Massachusetts, em 1997. No ano seguinte, ela ingressou no Dartmouth College, onde era membro da trupe de comédia improvisada "The Dog Day Players", do grupo a cappella "The Rockapellas", criadora da tirinha "Badly Drawn Girl", publicada no jornal universitário The Dartmouth, e escritora no Dartmouth Jack-O-Lantern, a revista de humor da universidade. Kaling graduou-se bacharel em dramaturgia em Dartmouth no ano de 2001.

## Carreira
Aos 19 anos, quando era estudante em Dartmouth, estagiou no programa Late Night with Conan O'Brien. Com o fim dos seus estudos, Mindy se mudou para o Brooklyn, onde trabalhou como babá e assistente de produção em um programa de TV a cabo. Durante esse tempo ela também fazia shows de stand-up em Nova York.
No ano de 2003, juntamente com Brenda Withers, escreveu a peça Matt and Ben para a Broadway, que foi considerada pela revista Time uns dos 10 melhores eventos teatrais do ano. Além disso, Mindy possuía um blog chamado “Things I’ve Bought That I Love", que foi remanejado para seu website em setembro 2011.
Em 2004, o produtor Greg Daniels contratou Kaling como escritora/atriz para a série The Office, na qual ela interpretou Kelly Kapoor. Kaling escreveu 22 episódios para a série, o que lhe rendeu uma coindicação ao Emmy Award. Ainda como trabalho dedicado à série, ela dirigiu um spin-off chamado The 3rd Floor, que foi exibido somente na Internet.
Mindy escreveu, estrelou e produziu a comédia The Mindy Project, que foi ao ar em 2012 na Fox.

## Filmografia

### Cinema
| Ano  | Título                                         | Papel                    | Diretor                    | Notas      |
| ---- | ---------------------------------------------- | ------------------------ | -------------------------- | ---------- |
| 2005 | The 40 Year-Old Virgin                         | Amy                      | Judd Apatow                |            |
| 2006 | Unaccompanied Minors                           | Atendente do restaurante | Paul Feig                  |            |
| 2007 | License to Wed                                 | Shelly                   | Ken Kwapis                 |            |
| 2009 | Night at the Museum: Battle of the Smithsonian | Docente                  | Shawn Levy                 |            |
| 2010 | Despicable Me                                  | Mãe turista              | Pierre Coffin Chris Renaud | Voz, Cameo |
| 2011 | No Strings Attached                            | Shira                    | Ivan Reitman               |            |
| 2012 | The Five-Year Engagement                       | Vaneetha                 | Nicholas Stoller           |            |
| 2012 | Wreck-It Ralph                                 | Taffyta Muttonfudge      | Rich Moore                 | Voz        |
| 2013 | This Is the End                                | Ela mesma                | Seth Rogen Evan Goldberg   |            |
| 2015 | Inside Out                                     | Nojinho                  | Pete Docter                | Voz        |
| 2015 | Riley's First Date?                            | Nojinho                  | Josh Cooley                | Voz; curta |
| 2015 | The Night Before                               | Sarah                    | Jonathan Levine            |            |
| 2018 | A Wrinkle in Time                              | Senhora Quem             | Ava DuVernay               |            |
| 2018 | Ocean's 8                                      | Amita                    | Gary Ross                  |            |
| 2019 | Late Night                                     | Molly Patel              | Nisha Ganatra              |            |
| 2021 | Locked Down                                    | Kate                     | Doug Liman                 |            |

### Televisão
| Ano           | Título                         | Papel                       | Nota |
| ------------- | ------------------------------ | --------------------------- | --- |
| 2005–2013     | The Office                     | Kelly Kapoor                | Papel recorrente (Temporadas 1–2); Protagonista (Temporadas 3–8); Convidada especial (Temporada 9) 174 Episódios |
| 2005          | Curb Your Enthusiasm           | Assistente de Richard Lewis | Episódio: "Lewis Needs a Kidney"                                                                                 |
| 2012–2017     | The Mindy Project              | Dr. Mindy Lahiri            | Protagonista, criadora, escritora e produtora executiva; 117 Episódios                                           |
| 2014          | Sesame Street                  | Ela mesma                   | Episódio #4505                                                                                                   |
| 2015          | The Muppets                    | Ela mesma                   | Episódio: "Single all the Way"                                                                                   |
| 2017          | Animals                        | Sandy (voz)                 | Episódio: "Squirrels"                                                                                            |
| 2018          | Champions                      | Priya                       | Papel recorrente                                                                                                 |
| 2020–2023     | Never Have I Ever              | -                           | Criadora, escritora e produtora executiva                                                                        |
| 2021          | Friends : The Reunion          | Ela Mesma                   | Convidada |
| 2021–presente | The Sex Lives of College Girls | -                           | Criadora, escritora e produtora executiva                                                                        |
| 2023          | Velma                          | Velma Dinkley               | Papel principal                                                                                                  |
| 2025–presente | Running Point                  | —                           | Criadora, escritora e produtora executiva                                                                        |

## Livros
- Is Everyone Hanging Out Without Me? (And Other Concerns) (2011);
- Why Not Me? (2015).